# Koulâmalé
Koulâmalé ist ein 922 m hoher Berg an der Grenze von Dschibuti und Äthiopien. Er liegt in der Region Dikhil im Süden von Dschibuti und erstreckt sich nach Südosten bis auf äthiopisches Gebiet.

## Geographie
Der Berg ist Teil des Hochlands, das Dschibuti und Äthiopien trennt. Er erreicht eine Höhe von 922 m.
Ein weiterer niedriger Gipfel Koulâmalé liegt in der Region Arta, nur etwa einen Kilometer von der Grenze zur Region Ali Sabieh ⊙. Dieser Berg erreicht nur 332 m.

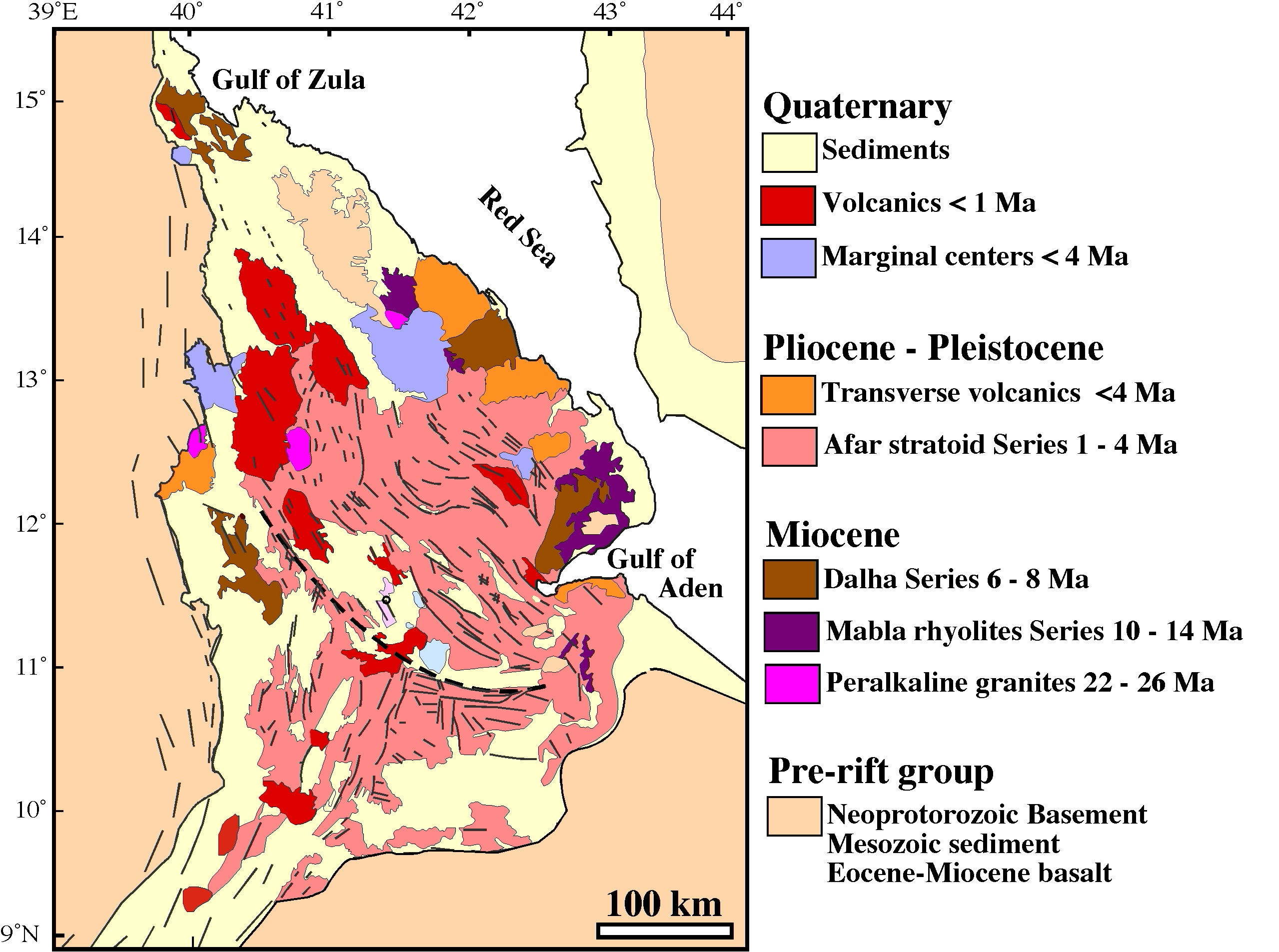
Geologie des Afar-Dreiecks.